# Kaimohu Island
Kaimohu Island ist eine Insel vor Stewart Island in der Region Southland im Süden der Südinsel von Neuseeland.

## Geographie
Kaimohu Island befindet sich westlich der Südwestspitze von Stewart Island und ist die nördlichste Insel einer der fünf Inselgruppen der Titi/Muttonbird Islands, die im Südwesten von Stewart Island liegt. Die Insel besitzt eine Größe von rund 9,6 Hektar bei einer Ausdehnung von rund 460 m in Ost-West-Richtung und einer maximalen Breite von rund 375 m in Nord-Süd-Richtung. Kaimohu Island findet mit 61 m ihren höchsten Punkt ungefähr in der Mitte der Insel.
Die Küste von Stewart Island ist auf dem kürzesten Weg in rund 1,5 km südöstlich zu erreichen und die am nächstenliegende Nachbarinsel ist Pukuparara Island rund 800 m in südsüdwestlicher Richtung, mit den dahinter liegenden Insel Rerewhakaupoko Island, Pukeweka Island und Taukihepa/Big South Cape Island. Rund 4 km westsüdwestlich ist mit Putauhina Island eine weitere Nachbarinsel zu finden.
Kaimohu Island ist fast gänzlich bewaldet oder mit Buschwerk bewachsen.